# Галущинський Михайло Миколайович
Михайло Миколайович Галущинський (25 вересня 1878, Звиняч, тепер Чортківський район, Тернопільська область, Україна — 23 вересня 1931, Львів, Львівське воєводство, Польща) — український педагог, військовик, публіцист, культурно-освітній і громадсько-політичний діяч. Командант Легіону УСС, віцемаршалок сенату Польської Республіки. Член Наукового товариства імені Шевченка.
Мав псевдоніми та криптоніми: Височанський, Височанський Микола, Подорожник, Г-ий, Гл. М., Глщ. М., М., М. Г. та інші.

## Біографія

### Раннє життя
Народився 25 вересня (за іншими даними 28-го) 1878 року в селі Звиняч, Чортківський повіт, Королівство Галичини та Володимирії, Австро-Угорщина (нині Чортківський район, Тернопільська область, Україна) у сім'ї греко-католицького священника, пароха міста Язловець о. Миколи Теодоровича Галущинського та його дружини Станіслави Волянської.
Навчався (як батько і 4 брати) у василіянській гімназії в Бучачі, пізніше — у Тернопільській гімназії, де входив до нелегального учнівського товариства «Громада». У 1898–1900 роках навчався у Львівському університеті; у 1900–1901 — у Віденському університеті.
У студентські роки брав активну участь в українському громадсько-політичному житті, очолював «Академічну громаду» у Львові та «Січ» у Відні. Разом з Володимиром Старосольським, Антоном Крушельницьким, Лонгином Цегельським, Сенем Ґоруком та Євгеном Косевичем видавав перший український студентський журнал «Молода Україна», у якому пропагувалася ідея побудови незалежної української держави.
Після закінчення університету деякий час працював викладачем у Золочівській гімназії. З 1909 до 1914 року — директор Рогатинської гімназії святого Володимира. У цей період став визначним організатором гімназійної освіти в Галичині.

### Перша світова війна
Від початку Першої світової війни — у лавах Українських січових стрільців. Його кандидатуру запропонував Кирило Тирльовський під час одного із засідань Головної Української Ради, на заміну Теодору Рожановському, котрий був старшиною артилерії і відмовився очолити УСС, бо організовувати піхоту не вмів. Саме він організував складання присяги січовиками на вірність Габсбурзькій монархії у Стрию 3 вересня 1914 року.
З 18 серпня 1914 до 21 січня 1915 Бойовою Управою призначений командантом Легіону УСС. Із середини 1915 року — військовий секретар УСС при командуванні Цісарсько-королівської (Імператорської та королівської) армії.
По закінченні Першої світової та початку розпаду Австро-Угорської імперії брав активну участь у Листопадовому чині та подальшій битві у Львові за незалежність ЗУНР.

### Освітня та політична діяльність
Після поразки ЗУНР у польсько-українській війні залишився у Львові. З 1921 до 1924 року був професором Львівського (таємного) українського університету. Через протест, поданого ним проти наказу начальника Львівського шкільного округу Станіслава Собінського, спрямованого проти права на україномовну освіту, в 1924 році був звільнений з державних шкіл та позбавлений права на пенсію. Після звільнення працював у сфері приватної україномовної освіти. Після декількох років судових розглядів йому усе ж таки було надано право на так звану малу пенсію. У 1923–1931 роках очолював товариство «Просвіта», яке під його керівництвом перетворилось в значну громадсько-освітню організацію.
У 1925 році став одним з співзасновників і провідним членом Українського національно-демократичного об'єднання (УНДО). З 1928 року був сенатором II каденції, віце-маршалом сенату Польської Республіки, головою культурно-освітньої комісії. З 1930 року — депутат Сейму Польської Республіки III каденції від Українсько-білоруського блоку. У 1930–1931 роках разом з Остапом Луцьким та Василем Мудрим стояв на чолі партії УНДО, яка прагнула укладення компромісу з польською владою. У лютому 1931 року брав участь у переговорах між Безпартійним блоком співпраці з урядом та Українським парламентським представництвом з даного питання.
Помер о 2.30 год. у ніч з 24 на 25 вересня 1931 р. у м. Львів (Львівське воєводство, Польща (нині Львівська область, Україна). Похований на Личаківському цвинтарі. 2001 року його останки перенесено на Меморіал УСС та УГА на полі 76 цього цвинтаря.

### Сім'я
- Дід по батьку: Галущинський Теодор — управитель маєтків у Язловці.
- Бабуся по батьку: Ружицька Анна
  - Батько: Галущинський Микола Теодорович — греко-католицький священник, парох Язловця.
  - Мати: Волянська Станіслава
    - Брат: Галущинський Тит (Теодосій) Миколайович[4] (1880–1952) — греко-католицький ієромонах, доктор теології.
    - Брат: Галущинський Іван Миколайович[4] (1882–1944) — педагог і громадський діяч Галичини.
    - Брат: Галущинський Микола Миколайович[4]
    - Брат: Галущинський Олесь Миколайович[4]
    - Син:  Богдан (1906-1944),  у 1931 закінчив технічний заклад у Данцигу.
    - Дочка: Галина.
    - Дочка: Наталя.

## Нагороди
- Хрест «За військові заслуги» (Австро-Угорщина)

## Праці

Надгробок Михайла Галущинського на Личаківському цвинтарі у Львові

- Народня освіта й виховання народу. — Львів : Товариство «Просвіта», 1920. — 48 с.
- «Народна освіта і виховання народу» (1920)
- «Національне виховання» (1920)
- Шевченко — поет життя й чину. — Львів : Українська видавнича спілка, 1921. — 36 с.
- «Михайло Драгоманов — ідеолог нової України» (1921)
- «Одиниця і громада» (1921)
- «Новими шляхами» (1926)
- «Українські народні бібліотеки і праця над поширенням книжки» (1926)
- «Позашкільна освіта» (1927)
- «Геть неписьменність» (1927)
- «Наша анкета» (1930)

Автор численних статей, нарисів, оглядів, рецензій у наукових виданнях та періодиці.
1934 р. вийшли мемуари М. Галущинського «З Українськими Січовими Стрільцями: Спомини з рр. 1914—1915».